# Vester Hassing
Vester Hassing är en tätort i Ålborgs kommun i Region Nordjylland i Danmark. Tätorten har 2 561 invånare (2024). Den ligger på ön Vendsyssel-Thy, cirka 12,5 kilometer öster om Ålborg.